# Овер-арм
Овер-арм (англ. overarm stroke — вынос руки) — вид спортивного плавания на боку. При его использовании спортсмен одной рукой делает глубокий гребок, после чего выносит её над водой, как в кроле.
В 1913—1951 годах овер-арм входил в программу всех чемпионатов по плаванию в Российской империи и СССР.

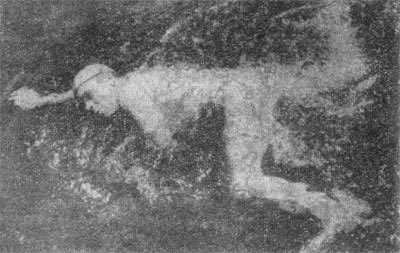
Александр Шумин в соревнованиях по плаванию на боку

С середины XX века не входит в программу соревнований. Применяется в основном спасателями и спецназом некоторых стран. Плавание на боку имеет большое прикладное значение, оно эффективно при плавании в одежде, буксировке пострадавших, транспортировке предметов.